# Sinfonía n.º 1 (Skriabin)

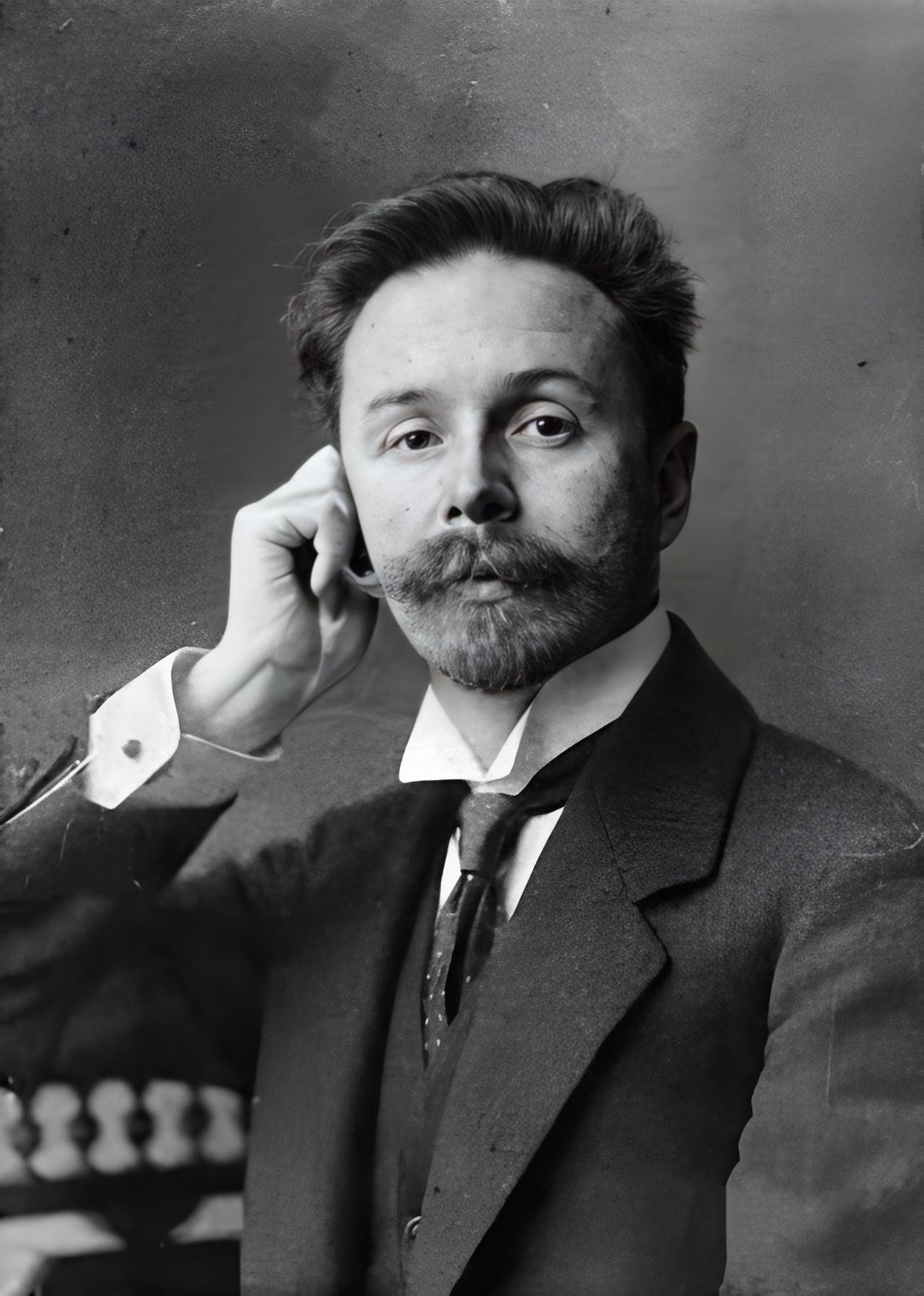
Skriabin

La Sinfonía n.° 1 en mi mayor, Op. 26 fue compuesta por Aleksandr Skriabin entre 1899 y 1900.

## Historia

### Composición
La composición se comenzó a esbozar en 1899. En enero de 1900 la tocó al piano en Moscú con su amigo Alexander Goldenweiser. En esta versión para dos pianos, tocaron la obra para varios músicos, incluido su maestro Safonov y Lyadov cuando llegó a San Petersburgo (quien ese mismo año dirigió el estreno de la sinfonía, menos el último movimiento). Skriabin escribió la mayor parte de la obra en el verano de 1900, trabajando en ella intensamente en el distrito moscovita de Daryino. En junio de 1900 escribió al editor Belyayev que estaba "muy ocupado componiendo para orquesta", y tres meses después, en septiembre, le informó: "Durante el verano escribí una sinfonía (en 6 movimientos) y ahora la estoy orquestándola".
Skriabin había cambiado el texto definitivo del final coral, que él mismo había escrito, pero el comité artístico que presidía la aceptación de obras para ser publicadas por la editorial (encabezado por Rimski-Kórsakov, Glazunov y Lyadov) declaró que: "la parte vocal en el sexto movimiento de esta sinfonía es ininterpretable, y de tal forma no se puede publicar este movimiento".

### Estreno

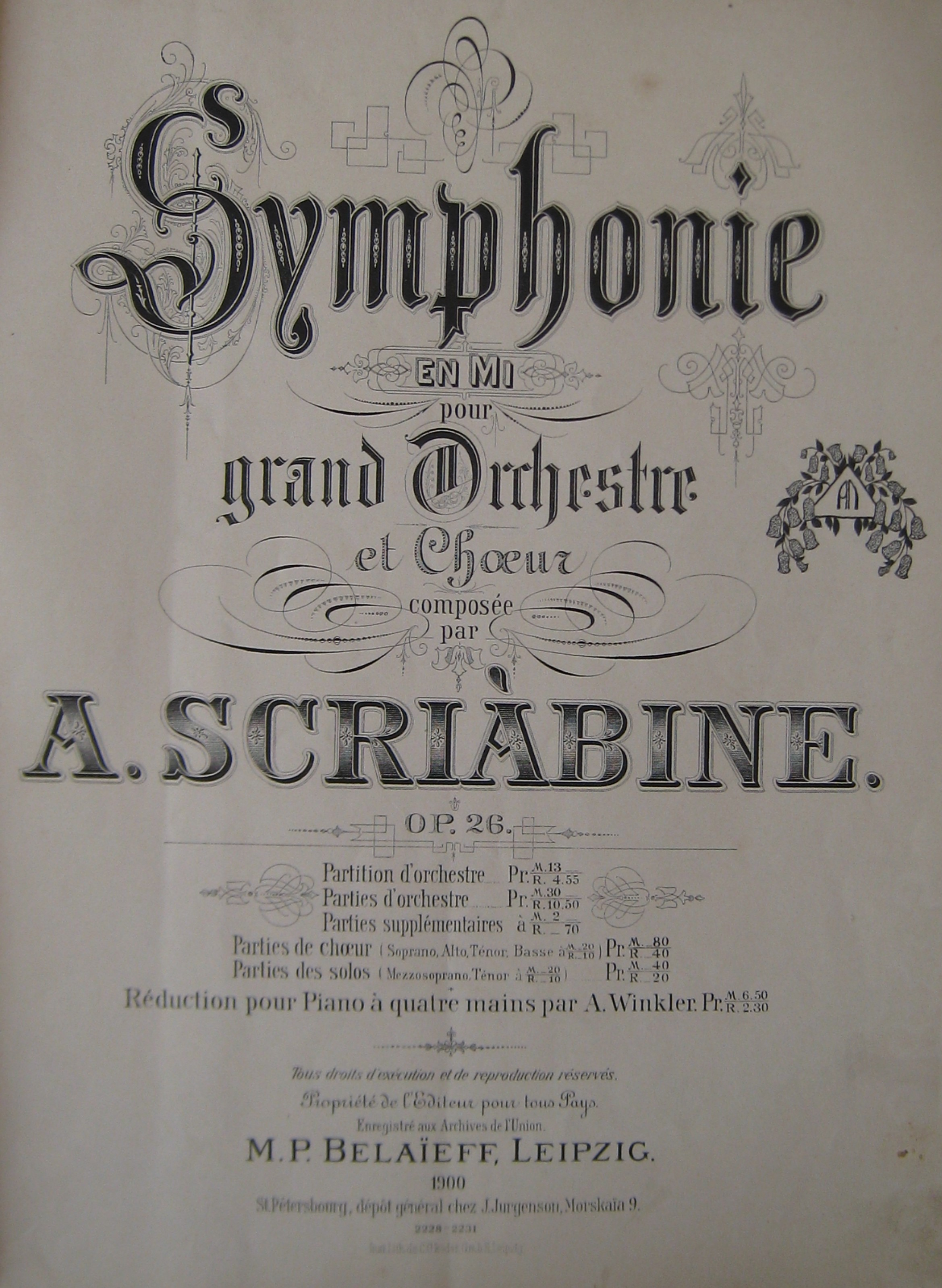
Pieza original de Aleksander Skriabin.

A pesar de las protestas de Skriabin, cuando Lyadov dirigió el estreno de la obra el 24 de noviembre de 1900 (11 de noviembre gr.) omitió el final.
No obstante, Skriabin recibió el codiciado Premio Glinka en noviembre de 1900 por esta obra.
Pasarían otros cinco meses antes de que la sinfonía se escuchara en su totalidad: la sinfonía tuvo su primera interpretación completa en Moscú el 29 de marzo de 1901 (16 de marzo gr.) bajo la dirección de Safonov, en un concierto dedicado a la memoria de Nikolái Rubinstein.
Quince años después, el crítico Arthur Eaglefield Hull escribió que la Sinfonía n.º 1 era "una obra maestra de gran belleza".

## Instrumentación
La partitura está escrita para voces solistas, coro y orquesta formada por:
- Viento madera: 3 flautas (la 3ª doblando al flautín), 2 oboes, 3 clarinetes, 2 fagotes.
- Viento metal: 4 trompas, 3 trompetas, 3 trombones, 1 tuba.
- Percusión: timbales, campanas.
- Cuerda: 1 arpa y una sección de cuerdas con violines I y II, violas, violonchelos y contrabajos.

- Voces: mezzosoprano solista, tenor "poi Coro" solista y un coro mixto (SATB).

Las voces solistas y el coro solamente intervienen en el último movimiento.

## Estructura y análisis
La sinfonía consta de seis movimientos:
- I. Lento, en mi mayor 3
4 ( = 66)
- II. Allegro drammatico, en mi menor 3
4 ( = 88)
- III. Lento, en si mayor 6
8 ( = 120)
- IV. Vivace, en do mayor 9
8 ( . = 108)
- V. Allegro, en mi menor 3
4 ( . = 69)
- VI. Andante, en mi mayor 3
4 ( = 50-56)

La interpretación de esta obra dura aproximadamente entre 45 y 50 minutos. Es una primera sinfonía ambiciosa, que consta de seis movimientos, el último de los cuales tiene coro y dos solistas vocales. Esta obra es una de las primeras en las que se expresa claramente la idea de Skriabin de que el arte transforma moralmente a una persona.

### I.Lento
La primera parte es una introducción a todo el ciclo. Es evidente cómo el compositor aprovechó los efectos cromáticos de la orquesta. Al principio, el grupo de instrumentos de cuerda no se divide en cinco, sino en once partes. La armonía poco a poco se vuelve más complicada. Por ello, el fondo de los instrumentos de cuerda se vuelve estremecedor gracias a un original diseño de las partes de violín, viola y violonchelo. En este contexto nace un canto lírico a cargo del clarinete y apoyado por la flauta, que sigue desarrollándose, hasta despertar a todo el grupo de violines. Esta mejora se muestra como un movimiento hacia un registro más alto. Tras la repetición del canto inicial, su desarrollo se ve superado por la comparación de los timbres expresivos y por las llamadas de los diferentes instrumentos; aquí encontramos la manifestación de los violines sobre el fondo de las violas, que vuelca el tema en un registro alto. En los últimos compases los instrumentos de cuerda no se dividen en once, sino en dieciocho. Esto le dio al compositor la posibilidad de formular una musicalidad que nunca antes había existido.

### II.Allegro drammatico
Si en la primera parte la intensidad de la orquesta sonora no es muy grande (no intervienen trompetas, ni trombones, ni platillos), en la segunda parte en cambio, cuando se representan imágenes de lucha, la musicalidad de la orquesta llega al lo más alto. La intensificación previa nos permite juzgar en nombre del autor sobre la posibilidad de cada instrumento en su totalidad de efectos no solo dinámicos, sino también cromáticos.

### III.Lento
En la tercera parte dominan las construcciones líricas y se utiliza de manera virtuosa el timbre "fisular" del clarinete.

### IV.Vivace
La cuarta parte tiene un carácter lúdico con elementos de un vuelo elegante y danzante.

### V.Allegro
En la quinta parte, a pesar de la continua llamada del canto, unida a las anteriores, se manifiesta una vez más la fuerza de la lucha del hombre contra los obstáculos que encuentra en el camino a la felicidad. La intensidad de esta lucha se evidencia en el material temático, que desde el principio se distingue por una entonación mordaz.

### VI.Finale. Andante
La cercanía a la victoria se indica al final. El carácter solemne de las partes instrumentales y vocales está subrayado por los acordes musicales del arpa y la bravuconería de las trompetas sobre el fondo de instrumentos de cuerda temblorosos. Los solistas mezzosoprano y tenor con el heterogéneo coro detrás de ellos celebran el arte, que transfigura/transforma al hombre. 
El final es un himno a la soberanía del Arte, un tema común en las obras de Skriabin. El texto fue escrito por el mismo Scriabin. La mezzosoprano comienza el movimiento con "Oh, supremo símbolo de divinidad, supremo arte y armonía, traemos alabanza como tributo ante ti ", y el movimiento concluye con la mezzosoprano, el tenor y, finalmente, el coro cantando "Gobernando omnipotentemente sobre la tierra, levantas al hombre para hacer obras gloriosas. Vengan todos los pueblos en todas partes al arte. Cantemos sus alabanzas. 
La traducción completa del texto del movimiento final es más o menos la siguiente:
Oh gloriosa imagen divina,

¡Un arte armonioso y puro!

Te llevamos juntos como

Un elogio del sentimiento exaltado.

Eres el sueño brillante de la vida,

Eres la fiesta, eres el resto,

Como regalo para las personas que traes

Tus visiones fantásticas

En esa hora lúgubre y fría

Cuando el alma está llena de turbación,

En ti encuentra la persona

Una alegría viva del confort.

Tú de la fuerza, caído en la lucha,

Maravillosamente invocas la vida,

En la mente cansada y dolorida

Creas nuevos patrones de pensamiento.

Eres un océano sin límites de sentimientos.

Das luz en el corazón entusiasta,

Y de las mejores canciones cantas la canción,

Tu sacerdote, inspirado por ti.

Reina omnipotente en la tierra

Tu espíritu, libre y poderoso,

La persona que elevaste

Hace tu mejor trabajo.

Venid, gente del mundo,

¡Cantaremos la gloria del arte!

Gloria al arte,

¡Por siempre gloria!